# Live/1975-85
Albums de  Bruce Springsteen & E Street Band
Born in the USA
(1984) Tunnel of Love
Live/1975-85 est un recueil de titres de Bruce Springsteen & E Street Band enregistrés en concert de 1975 à 1985, paru en 1986. Il fut édité à la fois en coffret contenant cinq 33 tours et en coffret contenant trois CD - format 32 x 32 cm ; plus tard, le coffret prit le format classique des CD : 14 x 12 cm.
Bruce Springsteen avait choisi de sortir ce coffret pour lutter contre les nombreux bootlegs de ses concerts, souvent de mauvaise qualité.

## Présentation

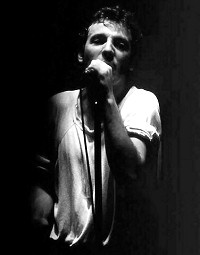
Bruce Springsteen en 1981

L'album en public (Live) de Bruce Springsteen était très attendu avec plus de 1,5 million d'exemplaires en commande, un record pour l'époque. L'album a débuté à la première place au classement du Billboard, ce qui était assez rare car le dernier album qui avait débuté en tête du classement avait été Songs in the Key of Life de Stevie Wonder en 1976.
Selon le classement de la Recording Industry Association of America, c'est le 33e album le plus vendu de tous les temps.
Huit titres sur quarante proviennent de l'album Born in the U.S.A., le dernier album studio produit avant l'album Live/1975-85.
Plusieurs titres ne figuraient pas dans les albums enregistrés en studio, parmi eux trois ont été diffusés en single : War, Fire et Seeds.
Thunder Road est le seul titre enregistré en 1975, c'est aussi le seul morceau où Springsteen chante en s'accompagnant au piano.
Paradise by the "C" est un instrumental, Springsteen l'a enregistré en octobre 1974 sous le titre A Love so Fine.
Pendant l'interprétation de Growin up, Springsteen raconte que pour son père la guitare de Bruce n'était pas une Fender guitar ou une Gibson guitar mais une goddamned guitar qui faisait trop de bruit.
Raise your hand est une reprise d'un hit d'Eddie Floyd de 1967 sur le label Stax.
Nebraska est basé sur l'histoire vraie, survenue en 1958, du tueur en série Charles Starkweather et de son amie Caril Ann Fugate, auteurs de onze assassinats au Wyoming et au Montana. Terrence Malick l'a racontée aussi dans son film La Balade sauvage en 1973.
En introduction de The River, Springsteen raconte que son père lui disait que l'armée ferait de lui un homme, mais fut très satisfait d'apprendre qu'il avait échoué à l'examen médical d'entrée à l'armée et échappait ainsi à la guerre du Viêt Nam. The River est un des huit titres enregistrés le 30 septembre, 1985 au Los Angeles Coliseum.
War, de Norman Whitfield et Barrett Strong, est une reprise d'un titre popularisé en 1970 par Edwin Starr.
Jersey Girl est une reprise d'un titre de Tom Waits, Springsteen l'a enregistrée en face B du single de Cover Me en 1984.

## Disques vinyle
Face 1
1. Thunder Road – 5:46 (de l'album Born to run)
Enregistré le 18 octobre 1975 au Roxy Theatre de West Hollywood (Californie).
2. Adam Raised a Cain – 5:26 (de l'album Darkness on the Edge of Town)
Enregistré le 7 juillet 1978 au Roxy Theatre.
3. Spirit in the Night – 6:25 (de l'album Greetings from Asbury Park, N.J.)
Enregistré le 7 juillet 1978 au Roxy Theatre.
4. 4th of July, Asbury Park (Sandy) – 6:34 (de l'album The Wild, the Innocent and the E Street Shuffle)
Enregistré le 31 décembre 1980 au Nassau Coliseum, Uniondale (New York).

Face 2
1. Paradise by the "C" – 3:54
Enregistré le 7 juillet 1978 au Roxy Theatre.
2. Fire – 2:51
Enregistré le 16 décembre 1978 au Winterland, San Francisco.
3. Growin' Up – 7:58 (de l'album Greetings from Asbury Park, N.J.)
Enregistré le 7 juillet 1978 au Roxy Theatre.
4. It's Hard to Be a Saint in the City – 4:39 (de l'album Greetings from Asbury Park, N.J.)
Enregistré le 7 juillet 1978 au Roxy Theatre.

Face 3
1. Backstreets – 7:35 (de l'album Born to run)
Enregistré le 7 juillet 1978 au Roxy Theatre.
2. Rosalita (Come Out Tonight) – 10:00 (de l'album The Wild, the Innocent and the E Street Shuffle)
Enregistré le 7 juillet 1978 au Roxy Theatre.
3. Raise Your Hand (Steve Cropper/Eddie Floyd) – 5:01
Enregistré le 7 juillet 1978 au Roxy Theatre.

Face 4;
1. Hungry Heart – 4:30 (de l'album The River)
Enregistré le 28 décembre 1980 au Nassau Coliseum.
2. Two Hearts – 3:06 (de l'album The River)
Enregistré le 8 juillet 1981 au Meadowlands Arena.
3. Cadillac Ranch – 4:52 (de l'album The River)
Enregistré le 6 juillet 1981 au Meadowlands Arena.
4. You Can Look (But You Better Not Touch) – 3:58 (de l'album The River)
Enregistré le 29 décembre 1980 au Nassau Coliseum.
5. Independence Day – 5:08 (de l'album The River)
Enregistré le 6 juillet 1981 au Meadowlands Arena.

Face 5
1. Badlands – 5:17 (de l'album Darkness on the Edge of Town)
Enregistré le 5 novembre 1980 à l'université d'Arizona State.
2. Because the Night (Springsteen/Patti Smith[12]) – 5:19
Enregistré le 29 décembre 1980 au Nassau Coliseum.
3. Candy's Room – 3:19 (de l'album Darkness on the Edge of Town)
Enregistré le 6 juillet 1981 au Meadowlands Arena.
4. Darkness on the Edge of Town – 4:19 (de l'album Darkness on the Edge of Town)
Enregistré le 29 décembre 1980 au Nassau Coliseum.
5. Racing in the Street – 8:12 (de l'album Darkness on the Edge of Town)
Enregistré le 6 juillet 1981 au Meadowlands Arena.

Face 6
1. This Land Is Your Land (Woody Guthrie) – 4:21
Enregistré le 28 décembre 1980 au Nassau Coliseum.
2. Nebraska – 4:18 (de l'album Nebraska)
Enregistré le 6 août 1984 au Meadowlands Arena, East Rutherford (New Jersey).
3. Johnny 99 – 4:24 (de l'album Nebraska)
Enregistré le 18 août 1985 au Giants Stadium, East Rutherford (New Jersey).
4. Reason to Believe – 5:19 (de l'album Nebraska)
Enregistré le 18 août 1984 au Meadowlands Arena.

Face 7
1. Born in the U.S.A – 6:10 (de l'album Born in the U.S.A.)
Enregistré le 30 septembre 1985 au Los Angeles Coliseum.
2. Seeds – 5:14
Enregistré le 30 septembre 1985 au Los Angeles Coliseum.
3. The River – 11:42 (de l'album The River)
Enregistré le 30 septembre 1985 au Los Angeles Coliseum.

Face 8
1. War (Barrett Strong/Norman Whitfield)  – 4:53
Enregistré le 30 septembre 1985 au Los Angeles Coliseum.
2. Darlington County – 5:12 (de l'album Born in the U.S.A.)
Enregistré le 30 septembre 1985 au Los Angeles Coliseum.
3. Working on the Highway – 4:04 (de l'album Born in the U.S.A.)
Enregistré le 19 août 1985 au Giants Stadium.
4. The Promised Land – 5:36 (de l'album Darkness on the Edge of Town)
Enregistré le 30 septembre 1985 au Los Angeles Coliseum.

Face 9
1. Cover Me – 6:57 (de l'album Born in the U.S.A.)
Enregistré le 30 septembre 1985 au Los Angeles Coliseum.
2. I'm on Fire – 4:26 (de l'album Born in the U.S.A.)
Enregistré le 19 août 1985 au Giants Stadium.
3. Bobby Jean – 4:30 (de l'album Born in the U.S.A.)
Enregistré le 21 août 1985 au Giants Stadium.
4. My Hometown – 5:13 (de l'album Born in the U.S.A.)
Enregistré le 30 septembre 1985 au Los Angeles Coliseum.

Face 10
1. Born to Run – 5:03 (de l'album Born to run)
Enregistré le 19 août 1985 au Giants Stadium.
2. No Surrender – 4:41 (de l'album Born in the U.S.A.)
Enregistré le 6 août 1984 au Meadowlands Arena.
3. Tenth Avenue Freeze-Out – 4:21 (de l'album Born to run)
Enregistré le 20 août 1984 au Meadowlands Arena.
4. Jersey Girl (Tom Waits) – 6:30
Enregistré le 9 juillet 1981 au Meadowlands Arena.

## CD
Disque 1
1. Thunder Road – 5:46
2. Adam Raised a Cain – 5:26
3. Spirit in the Night – 6:25
4. 4th of July, Asbury Park (Sandy) – 6:34
5. Paradise by the "C" – 3:54
6. Fire – 2:51
7. Growin' Up – 7:58
8. It's Hard to Be a Saint in the City – 4:39
9. Backstreets – 7:35
10. Rosalita (Come Out Tonight) – 10:00
11. Raise Your Hand – 5:01
12. Hungry Heart – 4:30
13. Two Hearts – 3:06

Disque 2
1. Cadillac Ranch – 4:52
2. You Can Look (But You Better Not Touch) – 3:58
3. Independence Day – 5:08
4. Badlands – 5:17
5. Because the Night  – 5:19
6. Candy's Room – 3:19
7. Darkness on the Edge of Town – 4:19
8. Racing in the Street – 8:12
9. This Land Is Your Land – 4:21
10. Nebraska – 4:18
11. Johnny 99 – 4:24
12. Reason to Believe – 5:19
13. Born in the U.S.A. – 6:10
14. Seeds – 5:14

Disque 3
1. The River – 11:42
2. War – 4:53
3. Darlington County – 5:12
4. Working on the Highway – 4:04
5. The Promised Land – 5:36
6. Cover Me – 6:57
7. I'm on Fire – 4:26
8. Bobby Jean – 4:30
9. My Hometown – 5:13
10. Born to Run – 5:03
11. No Surrender – 4:41
12. Tenth Avenue Freeze-Out – 4:21
13. Jersey Girl – 6:30

## Musiciens

### The E Street Band
- Roy Bittan – piano, synthétiseur, voix
- Clarence "Big Man" Clemons – saxophone, percussions, voix
- Danny Federici – orgue, accordéon, glockenspiel, piano, synthétiseur, voix
- Nils Lofgren (à partir de 1984) – guitare électrique, guitare acoustique, voix
- Patti Scialfa (à partir de 1984) – voix, synthétiseur
- Bruce Springsteen – chant, guitare électrique, harmonica, guitare acoustique
- Garry Tallent - basse, voix
- Steven Van Zandt (jusqu'en 1981) – guitare électrique, guitare acoustique, voix
- Max Weinberg – batterie

### Autres musiciens
- Flo and Eddie (Howard Kaylan et Mark Volman) - voix sur Hungry Heart
- The Miami Horns – cuivres sur Tenth Avenue Freeze-Out
  - Stan Harrison – sax ténor
  - Eddie Manion – sax bariton
  - Mark Pender – trompette
  - Richie "La Bamba" Rosenberg – trombone

### Production
- Toby Scott - ingénieur